# Hans-Peter Lenherr

Hans-Peter Lenherr (1992)

Hans-Peter Lenherr (* 17. Juli 1948, heimatberechtigt in Neuhausen am Rheinfall und Gams) ist ein Schweizer Politiker (FDP).

## Biografie
Hans-Peter Lenherr schloss sein Jurisprudenzstudium an der Universität Zürich mit Lizenziat und einem Doktorat ab. Er war von 1972 bis 1974 als Gerichtsschreiber beim Kantonsgericht tätig. 1974–77 war er Rechtsberater beim Baudepartement, 1977–80 Untersuchungsrichter, 1980–88 selbständiger Rechtsanwalt und seit 1988 hauptamtlicher Regierungsrat.
In seiner Wohngemeinde Neuhausen am Rheinfall amtierte er 1977–80 als Einwohnerrat, 1980–88 als Gemeinderat im Schulreferat und 1989–91 als Gemeindepräsident. 1991 wurde er in den Regierungsrat gewählt, ab dem Januar 1992 als Chef des kantonalen Erziehungsdepartementes. Von 2001 bis 2007 übernahm er das Baudepartement und kandidierte für den Nationalrat.